# Obwodnica staromiejska Wrocławia
Staromiejska Obwodnica Wrocławia, zwana także Śródmiejską Trasą Południową lub Aleją Południową – znajdująca się w stadium projektu trasa drogowa obiegająca historyczne dzielnice Wrocławia i mająca odciążyć Trasę W-Z. Szczegółowy przebieg trasy o klasie drogi głównej uwzględniony jest w studium uwarunkowań i kierunków zagospodarowania przestrzennego Wrocławia jak również w poszczególnych planach miejscowych, a budowa pierwszych odcinków zaplanowana w wieloletnim planie inwestycyjnym.

## Planowany przebieg trasy
Planowany jest przebieg od pl. Strzegomskiego (u zbiegu ulic Legnickiej, Poznańskiej, Strzegomskiej i Braniborskiej) poprzez tzw. klin kolejowy, czyli dawne tereny magazynów i dworców Świebodzkiego i Marchijskiego, do rozbudowanej ul. Szpitalnej, która wymaga znacznego poszerzenia. Dalej nowa trasa wieść będzie północnym odcinkiem ul. Zaporoskiej, pod wiaduktem kolejowym i aż do jej skrzyżowania z ulicami Gajowicką i Szczęśliwą, gdzie znajduje się Rondo Żołnierzy Wyklętych. Od ronda nowa droga (zwana roboczo Nowoszczęśliwą) powiedzie w kierunku wschodnim do skrzyżowania ulic Ślężnej i Dyrekcyjnej, krzyżując się z ul. Powstańców Śląskich. Realizację tej trasy przewidziano już w latach 60. i 70. XX wieku, w czasie budowy wielkopłytowych osiedli Południe A-B-C-D, pozostawiając stosunkowo szeroki pas wolny od zabudowy. Kolejny odcinek trasy stanowić będą poszerzona ul. Dyrekcyjna i ul. gen. Kazimierza Pułaskiego. Pierwsze przygotowania do budowy tego odcinka trasy zostały poczynione (wyburzenie zachodniej pierzei ul. gen. Kazimierza Pułaskiego), jednak wymagać ona będzie dalszych wyburzeń i poszerzenia zbyt wąskiego wiaduktu kolejowego. Dalej w kierunku północnym trasa poprowadzi poprzez tzw. plac Społeczny oraz Mostem Pokoju, a następnie ul. kard. Stefana Wyszyńskiego, gdzie przechodzić będzie w Trasę Warszawską. Dawne planowane zamknięcie pierścienia obwodnicy od północy przez okolice dworca Nadodrze oraz ul. Poznańską jest obecnie traktowane jako rozwiązanie wariantowe. Trasa Warszawska będzie z kolei poszerzonym wyjazdem z miasta poprzez Mosty Warszawskie w kierunku północno-wschodnim.
Obecnie trasa nie jest przewidziana do realizacji. Plany zmieniły się po decyzji, by nie wyburzać kamienic przy ul. Pułaskiego.